# Molosmes
Molosmes és un municipi francès, situat al departament del Yonne i a la regió de Borgonya - Franc Comtat. L'any 2007 tenia 230 habitants.

## Demografia

### Població
El 2007 la població de fet de Molosmes era de 230 persones. Hi havia 96 famílies, de les quals 32 eren unipersonals (28 homes vivint sols i 4 dones vivint soles), 28 parelles sense fills i 36 parelles amb fills.
La població ha evolucionat segons el següent gràfic:
Habitants censats

### Habitatges
El 2007 hi havia 134 habitatges, 93 eren l'habitatge principal de la família, 36 eren segones residències i 5 estaven desocupats. Tots els 133 habitatges eren cases. Dels 93 habitatges principals, 75 estaven ocupats pels seus propietaris, 15 estaven llogats i ocupats pels llogaters i 3 estaven cedits a títol gratuït; 2 tenien una cambra, 11 en tenien dues, 18 en tenien tres, 23 en tenien quatre i 39 en tenien cinc o més. 58 habitatges disposaven pel capbaix d'una plaça de pàrquing. A 42 habitatges hi havia un automòbil i a 45 n'hi havia dos o més.

### Piràmide de població
La piràmide de població per edats i sexe el 2009 era:
| Homes | Edats   | Dones |
| ----- | ------- | ----- |
| 0     | 95 o +  | 0     |
| 0     | 90 a 94 | 0     |
| 0     | 85 a 89 | 4     |
| 0     | 80 a 84 | 0     |
| 4     | 75 a 79 | 4     |
| 0     | 70 a 74 | 8     |
| 4     | 65 a 69 | 0     |
| 16    | 60 a 64 | 12    |
| 4     | 55 a 59 | 8     |
| 0     | 50 a 54 | 4     |
| 8     | 45 a 49 | 4     |
| 16    | 40 a 44 | 4     |
| 8     | 35 a 39 | 16    |
| 8     | 30 a 34 | 8     |
| 8     | 25 a 29 | 4     |
| 8     | 20 a 24 | 4     |
| 4     | 15 a 19 | 8     |
| 8     | 10 a 14 | 20    |
| 4     | 5 a 9   | 12    |
| 0     | 0 a 4   | 8     |

## Economia
El 2007 la població en edat de treballar era de 136 persones, 113 eren actives i 23 eren inactives. De les 113 persones actives 102 estaven ocupades (59 homes i 43 dones) i 11 estaven aturades (5 homes i 6 dones). De les 23 persones inactives 3 estaven jubilades, 6 estaven estudiant i 14 estaven classificades com a «altres inactius».

### Ingressos
El 2009 a Molosmes hi havia 85 unitats fiscals que integraven 211 persones, la mediana anual d'ingressos fiscals per persona era de 16.810 €.

### Activitats econòmiques
Dels 4 establiments que hi havia el 2007, 1 era d'una empresa de comerç i reparació d'automòbils, 1 d'una empresa d'hostatgeria i restauració i 2 d'empreses de serveis.
L'any 2000 a Molosmes hi havia 15 explotacions agrícoles que ocupaven un total de 1.296 hectàrees.

## Poblacions més properes
El següent diagrama mostra les poblacions més properes.